# Ajra
Ajra è una suddivisione dell'India, classificata come census town, di 14.845 abitanti, situata nel distretto di Kolhapur, nello stato federato del Maharashtra. In base al numero di abitanti la città rientra nella classe IV (da 10.000 a 19.999 persone).

## Geografia fisica
La città è situata a 16° 7' 0 N e 74° 12' 0 E e ha un'altitudine di 659 m s.l.m..

## Società

### Evoluzione demografica
Al censimento del 2001 la popolazione di Ajra assommava a 14.845 persone, delle quali 7.615 maschi e 7.230 femmine. I bambini di età inferiore o uguale ai sei anni assommavano a 1.800, dei quali 961 maschi e 839 femmine. Infine, coloro che erano in grado di saper almeno leggere e scrivere erano 11.152, dei quali 6.140 maschi e 5.012 femmine.